# آخرین انار دنیا
آخرین انار دنیا رمانی به زبان کردی از بختیار علی، نویسندهٔ کرد اهل اقلیم کردستان عراق است. این رمان در سال ۲۰۰۲ در سلیمانیه منتشر شد و در سال ۲۰۰۳ برندهٔ جایزهٔ بهترین رمان از جشنواره گلاویژ شد.

## خلاصهٔ داستان
مظفر صبحگاهی پس از ۲۱ سال اسارت در وسط بیابان، به دنبال پسرش سریاس صبحگاهی آمده‌است. در این فاصله حزب وی به قدرت رسیده و در حالی‌که جنگ داخلی کشور را دربر گرفته‌است، از حزبی انقلابی به جریانی فاسد تبدیل شده‌است. وی با سه سریاس صبحگاهی مواجه می‌شود سریاس اول در میدان گاری‌چی‌ها به قتل می‌رسد. سریاس دوم سرباز است و پس از سال‌ها جنگ اسیر می‌شود. سریاس سوم در کودکی در آتش یک بمب دچار سوختگی شده‌است.

## ترجمه به زبان‌های دیگر
رمان آخرین انار دنیا تاکنون به زبان‌های عربی، فارسی، فرانسوی، ایتالیایی، آلمانی، روسی، انگلیسی، یونانی، ترکی و اسپانیایی ترجمه شده‌است.

### ترجمه به فارسی
تاکنون دو ترجمه به زبان فارسی از رمان آخرین انار دنیا، توسط آرش سنجابی و مریوان حلبچه‌ای با مشخصات زیر انجام شده‌است:
- آخرین انار دنیا، نوشتهٔ بختیار علی، ترجمهٔ آرش سنجابی، تهران: افراز، چاپ یکم: ۱۳۸۸.
- آخرین انار دنیا، نوشتهٔ بختیار علی، ترجمهٔ مریوان حلبچه‌ای، تهران: ثالث، چاپ یکم: ۱۳۹۳.

## اقتباس
ابراهیم پشت‌کوهی، نمایشنامه‌نویس و کارگردان تئاتر نمایشنامه‌ای را بر اساس رمان آخرین انار دنیا تنظیم کرد. این نمایشنامه در سی و چهارمین جشنوارهٔ تئاتر فجر به کارگردانی ابراهیم پشت‌کوهی و اجرای گروه تئاتر تیتوک روی صحنه رفت.

## جوایز
آخرین انار دنیا در سال ۲۰۰۳ برندۀ جایزۀ بهترین رمان از جشنوارۀ گلاویژ شد.
ترجمۀ انگلیسی آخرین انار دنیا که توسط کریم عبدالرحمان انجام شده، در فهرست ۶ اثر نهایی برای اعطای جایزۀ ملی حلقۀ منتقدان کتاب در بخش رمان قرار گرفت.